# Pchjongtchek
Pchjongtchek je jihokorejské město. Nachází se v severozápadní části území, v provincii Kjonggi. Byl založen v roce 940 za dynastie Korjo. Na město byl povýšen v roce 1986. Ve městě žije přibližně 590 tisíc obyvatel. Nachází se v něm velká základna jihokorejského námořnictva a mnoho amerických jednotek. Vláda v současnosti plánuje přetvořit město na ekonomické centrum. Během korejské války se tu odehrála bitva o Pchjongtchek.

## Partnerská města
- Aomori, Japonsko
- Macujama, Japonsko
- Mobile, Spojené státy americké
- Tekirdağ, Turecko